# Arnaud Du Ferrier
Arnaud du Ferrier (* um 1508 in Toulouse; † 1585) war ein französischer Jurist und Diplomat.
Ferrier wuchs in Toulouse auf und studierte an der dortigen Universität Rechtswissenschaften. Nach erfolgreichem Abschluss ließ er sich als Rechtsanwalt in Bourges nieder. Später nahm er einen Ruf an die Universität seiner Vaterstadt an und wirkte dort parallel zu seinem Lehrauftrag ebenfalls als Rechtsanwalt. Später wurde er auch in den Rat der Stadt gewählt.
Um 1550 betraute man Ferrier mit der Leitung des Parlement de Paris. 1562 bat ihn der französische König Karl IX. ihn auf dem Konzil von Trient zu vertreten. Ferrier konnte diesem Wunsch nicht entsprechen, da er als Kind adoptiert worden war und mit diesem „Makel“ für diese Aufgaben nicht zugelassen war. Wahrscheinlich zum Ausgleich entsandte ihn der Könige als Botschafter nach Venedig, wo er diesem Amt bis 1567 nachkam.
Ferrier kehrte nach Frankreich zurück und ging 1570 erneut nach Venedig. Auf diesen Reisen setzte er sich mit den Lehren Calvins auseinander und machte sich diese zu eigen. Als Konsequenz darauf wurde Ferrier suspendiert und verlor alle seine Ämter. Erst Heinrich IV., der König von Navarra, nahm ihn in seine Dienste auf und berief ihn zum Kanzler.